# Arthur Eduard Joseph van Voorst tot Voorst
Arthur Eduard Joseph baron van Voorst tot Voorst (Elden (gem.Elst), 13 december 1858 - 's-Hertogenbosch, 27 juli 1928) was van 1894 tot 1928 commissaris van de Koningin in Noord-Brabant.
Van Voorst tot Voorst was een Gelderse burgemeesterszoon uit een voorname adellijke familie, die in 1894 commissaris der Koningin in Noord-Brabant werd en dat 34 jaar bleef. Hij begon zijn loopbaan als burgemeester en was korte tijd gedeputeerde van Gelderland. Als commissaris zette hij zich in voor verbetering van het waterbeheer in de provincie, door onder meer kanaalaanleg en rivierverbreding. Hij bevorderde de economische ontwikkeling door aanleg van wegen en tramwegen, elektrificatie, ontginningen en uitbreiding van het nijverheidsonderwijs. Ter gelegenheid van zijn zilveren ambtsjubileum in 1919 lieten Brabantse industriëlen het monument voor Arthur van Voorst tot Voorst oprichten, dat in 1921 op het voorplein van het Gouvernement werd onthuld.
Hij was een broer van Jan van Voorst tot Voorst. Zijn memoires over de jaren 1894-1928 werden in 2001 bewerkt en uitgegeven als boek.

## Onderscheidingen
- Ridder in de Orde van de Nederlandse Leeuw
- Grootofficier in de Orde van Oranje-Nassau